# Хиената
„Хиената“ (на испански: La hiena) е мексиканска теленовела от 1973 г., създадена от Каридад Браво Адамс, режисирана и продуцирана от Ернесто Алонсо за Телевиса.
В главните положителни роли са Офелия Медина и Карлос Брачо, а в главната отрицателна – Ампаро Ривейес.

## Сюжет
Рита Ернандес е красива и изискана жена, вдовица на сина на богатия бизнесмен дон Абелардо Солис. Дон Абелардо живее с осиновената си дъщеля, Исабел, която няма доверие на Рита. Дон Абелардо има още един син, Емилио, който е плод на връзката на Абелардо с икономката на дома, Соледад Мартинес. Дон Абелардо иска да остави цялото си наследство на Емилио, който е годеник на Исабел, но Рита, знаейки, че ще бъде изключена от завещанието, бясна, тъй като ще изгуби право върху парите и бизнеса, планира смъртта на свекъра си. Рита е заобиколена от четирима поддръжници – Жаклин, Марсиал, Раул и Херман, които ѝ помагат за осъществяването на пъклените планове. Те разиграват „лотария“, в която „късметлията“ има възможността да убие Абелардо, но самоличността на „победителя“ остава в тайна. Всичко върви по план, дон Абелардо е елиминиран, а за смъртта му е обвинен Емилио. Емилио е арестуван и осъден, но той и Исабел знаят, че зад всичко това стои Рита, макар че нямат доказатества, за да докажат. В затвора Емилио мисли само как да избяга и да отмъсти на Рита. Той се запознава с Елена Монтеро, която е сестра на директора на затвора – капитан Педро Монтеро. Елена се влюбва в Емилио и, в крайна сметка, му помага да избяга, но при бягството тя губи живота си, и той е смятан за мъртъв. Емилио оцелява и се връща в град Мексико с друга самоличност. С новата си самоличност започва отмъщението му към Рита. Тя попада в капана, влюбвайки се в него. Накрая се разбира, че „късметлията“, убил дон Абелардо, е Раул Карбахал.

## Актьори
- Ампаро Ривейес – Рита Ернандес вдовица де Солис „Хиената“
- Офелия Медина – Исабел Солис
- Карлос Брачо – Емилио Солис Мартинес
- Тони Карбахал – Дон Абелардо Солис
- Глория Марин – Соледад Мартинес
- Нели Меден – Жаклин Алмедия
- Енрике Роча – Марсиал Гарсия
- Атилио Маринели – Раул Карбахал
- Хорхе Варгас – Херман Ривас
- Кики Ерера Кайес – Елена Монтеро
- Хосе Антонио Ферал – Хавиер
- Оскар Морели – Капитан Педро Монтеро
- Марта Савалета – Анабела
- Мануел Ривера – Лейтенант Камарго
- Алфонсо Мехия – Сесар
- Алберто Инсуа – Лейтенант Фермин Мендоса
- Хули Фурлонг – Росаура
- Ектор Флорес – Тони
- Серхио Бариос – Капитан Бернард
- Сокоро Авелар – Сокоро
- Леонор Йаусас – Сакра
- Серхио Хименес – Осмин
- Сусана Досамантес – Даянара
- Арсенио Кампос – Роберто
- Милтон Родригес – Гелсон Дутра
- Хуан Анхел Мартинес – Сада

## Премиера
Премиерата на Хиената е през 1973 г. по Canal 2.